# Klaus Iohannis
Klaus Werner Iohannis és un polític romanès, president de la República des del 21 de desembre de 2014. Iohannis és un saxó de Transsilvània, un grup d'alemanys que es van establir a Romania al segle xii. És professor de física. És membre de l'Església Evangèlica luterana de la Confessió Augsburg de Romania.

## Biografia
Iohannis fou batlle de la ciutat de Sibiu, a Transsilvània, de 2000 a 2014 representant el petit partit Fòrum Democràtic dels Alemanys a Romania. L'any 2009 es va presentar com candidat a primer ministre de Romania, tanmateix el president Traian Băsescu nominà l'economista Lucian Croitoru com a primer ministre.Iohannis ha convertit Sibiu en un dels llocs de més atractiu turístic de Romania i aquesta ciutat ha estat declarada "Capital Europea de la Cultura" l'any 2007.
El febrer de 2013, Iohannis va esdevenir membre del Partit Nacional Liberal (PNL) i acceptà la invitació del líder Liberal Crin Antonescu, i va ser escollit primer vicepresident d'aquest partit.

### President de Romania
L'any 2014, es va registrar oficialment com candidat a la presidència de Romania en les eleccions presidencials de novembre. A la primera volta d'aquestes eleccions va ser superat per Victor Ponta (40% dels vots) enfront del 30% dels vots que va obtenir Iohannnis. En la segona volta, el 16 de novembre de 2014, va ser elegit com a cinquè president de Romania, i prengué possessió del càrrec el 21 de desembre del mateix any.
El primer ministre Victor Ponta va dimitir el 4 de novembre de 2015 per l'incendi d'una discoteca a Bucarest en el que van morir 32 persones, sent rellevat per Dacian Cioloș.
El 28 de desembre de 2016 Liviu Dragnea, el líder del Partit Socialdemòcrata (PSD), després de la victòria del partit a les eleccions legislatives romaneses de 2016 va demanar a Sorin Grindeanu que formés un nou govern de coalició de PSD i l'Aliança de Liberals i Demòcrates (ALDE) i dos dies després, el president Iohannis el va nomenar primer ministre, fins que va ser destituït del càrrec després de perdre una moció de censura proposada pel seu propi partit polític i originada arran de disputes internes amb Dragnea, i Mihai Tudose fou nomenat primer ministre el 28 de juny de 2018 mantenint la coalició de PSD i ALDE, però va dimitir el 16 de gener de 2018 per les lluites internes al PSD, i Viorica Dăncilă fou nomenada primera ministra el 29 de gener de 2018 mantenint la coalició del PSD i ALDE. ALDE va sortir de la coalició de govern el 26 d'agost de 2019, dos dies després que el seu líder Călin Popescu-Tăriceanu perdés la seva candidatura enfront Dăncilă per convertir-se en el candidat progovernamental a les eleccions presidencials romaneses de 2019. Dăncilă va seguir ocupant el càrrec fins al 10 d'octubre de 2019, quan va perdre una moció de censura guanyada pel conservador Ludovic Orban.
Orban formà un govern en minoria del Partit Nacional Liberal (PNL). Klaus Iohannis fou reelegit a les eleccions presidencials romaneses de 2019 amb el 62,8% dels vots davant el 37,1% que va aconseguir Viorica Dăncilă en la segona volta del 24 de novembre. El govern d'Orban va ser destituït per una moció de censura el febrer de 2020 i el 14 de març de 2020, un nou gabinet liderat per Orban en minoria va rebre l'aprovació parlamentària amb una votació de 286 a 23.
Després de les eleccions legislatives romaneses de 2020, es va nomenar Florin Cîțu del PNL com a primer ministre, recolzat per una coalició del PNL, el liberal progressista/neoliberal USR PLUS, i la minoria hongaresa Unió Democràtica dels Hongaresos de Romania (UDMR/RMDSZ). El primer ministre Cîțu, amb el suport del president Iohannis, va destituir l'1 de setembre de 2021 el ministre de Justícia Stelian Ion, i tots els altres ministres de la USR es van retirar del govern el 7 de setembre deixant el gabinet de Cîțu en minoria, que va caure el novembre en una moció de censura. La crisi política va acabar amb la formació d'un govern de gran coalició encapçalat per Nicolae Ciucă del PNL, i formada pel PNL, el Partit Socialdemòcrata (PSD) i la UDMR, que va romandre al poder fins al juny de 2023, quan la UDMR es va retirar de la majoria. El 15 de juny de 2023, com a part de l'acord de govern de rotació, el nou govern l'encapçalà el socialdemòcrata Marcel Ciolacu.
El mandat de Iohannis només es pot renovar un cop, i la primera volta de les eleccions presidencials romaneses de 2024 es va celebrar el 24 de novembre de 2024 i la segona volta s'havia de celebrar el 8 de desembre entre Călin Georgescu i Elena Lasconi, tanmateix, el 6 de desembre de 2024 el Tribunal Constitucional va anul·lar les eleccions, al·legant que una operació d'influència russa havia afectat la votació, havent de repetir-se en 2025.
Després de les eleccions legislatives romaneses de 2024 es va arribar a un acord de coalició entre PSD, PNL i UDMR/RMDSZ, amb el primer ministre Marcel Ciolacu en funcions al nou govern. El segon gabinet de Ciolacu es va instal·lar el 23 de desembre.
Iohannis, va anunciar la dimissió a partir del 12 de febrer de 2025 per evitar un procés d'impeachment iniciat pel parlament de Bucarest. El president de la cambra alta del parlament romanès, Ilie Bolojan, ocupà el càrrec de president interí fins a les eleccions presidencials romaneses de 2025. El primer ministre Ciolacu va dimitir després que Crin Antonescu, el candidat de la coalició de govern quedés tercer i fora de la segona ronda electoral a les eleccions presidencials.